# Liste der Kulturdenkmäler in Merzhausen (Willingshausen)
Die folgende Liste enthält die in der Denkmaltopographie ausgewiesenen Kulturdenkmäler auf dem Gebiet des Ortsteils Merzhausen der  Stadt Willingshausen, Schwalm-Eder-Kreis, Hessen.
Hinweis: Die Reihenfolge der Denkmäler in dieser Liste orientiert sich an der Anschrift, alternativ ist sie auch nach der Bezeichnung oder der Bauzeit sortierbar.
Kulturdenkmäler werden fortlaufend im Denkmalverzeichnis des Landes Hessen durch das Landesamt für Denkmalpflege Hessen auf Basis des Hessischen Denkmalschutzgesetzes (HDSchG) geführt. Die Schutzwürdigkeit eines Kulturdenkmals hängt nicht von der Eintragung in das Denkmalverzeichnis des Landes Hessen oder der Veröffentlichung in der Denkmaltopographie ab.

| Bild            | Bezeichnung                                           | Lage                                | Beschreibung | Bauzeit | Daten |
| --------------- | ----------------------------------------------------- | ----------------------------------- | ------------ | ------- | ----- |
| Bild gesucht BW | Gesamtanlage Merzhausen                               | Lage                                |              |         |       |
| Bild gesucht BW | Hofanlage An der Erl 1                                | An der Erl 1 Lage                   |              |         |       |
| Bild gesucht BW | Wohnhaus einer Hofanlage An der Erl 10                | An der Erl 10 Lage                  |              |         |       |
| Bild gesucht BW | Pfarrhaus                                             | Bergstraße 2 Lage                   |              |         |       |
| Bild gesucht BW | Ernhaus Erbsengasse 1                                 | Erbsengasse 1 Lage                  |              |         |       |
| Bild gesucht BW | Fachwerkhaus Erbsengasse 3                            | Erbsengasse 3 Lage                  |              |         |       |
| Bild gesucht BW | Back- und Gemeindehaus                                | Erbsengasse 11 Lage                 |              |         |       |
| Bild gesucht BW | Ernhaus Erbsengasse 15                                | Erbsengasse 15 Lage                 |              |         |       |
| Bild gesucht BW | Wohnhaus Fischbacher Straße 2                         | Fischbacher Straße 2 Lage           |              |         |       |
| Bild gesucht BW | Wohnwirtschaftsgebäude Judengasse 2                   | Judengasse 2 Lage                   |              |         |       |
| Bild gesucht BW | Ernhaus Judengasse 3                                  | Judengasse 3 Lage                   |              |         |       |
| Bild gesucht BW | Wohnhaus Judengasse 4                                 | Judengasse 4 Lage                   |              |         |       |
| Bild gesucht BW | Fachwerkhaus Judengasse 6                             | Judengasse 6 Lage                   |              |         |       |
| Bild gesucht BW | Ernhaus Judengasse 8                                  | Judengasse 8 Lage                   |              |         |       |
| Bild gesucht BW | Wohnwirtschaftsgebäude Judengasse/Ziegenhainer Straße | Judengasse/Ziegenhainer Straße Lage |              |         |       |
| Bild gesucht BW | Wohnwirtschaftsgebäude Ziegenhainer Straße 2          | Ziegenhainer Straße 2 Lage          |              |         |       |
| Bild gesucht BW | Ernhaus Ziegenhainer Straße 3                         | Ziegenhainer Straße 3 Lage          |              |         |       |
| Bild gesucht BW | Wohnwirtschaftsgebäude Ziegenhainer Straße 4          | Ziegenhainer Straße 4 Lage          |              |         |       |
| Bild gesucht BW | Wohnwirtschaftsgebäude Ziegenhainer Straße 8          | Ziegenhainer Straße 8 Lage          |              |         |       |
| Bild gesucht BW | Wohnwirtschaftsgebäude Ziegenhainer Straße 12         | Ziegenhainer Straße 12 Lage         |              |         |       |
| Bild gesucht BW | Wohnwirtschaftsgebäude Ziegenhainer Straße 16         | Ziegenhainer Straße 16 Lage         |              |         |       |
| Bild gesucht BW | Wohnwirtschaftsgebäude Ziegenhainer Straße 18         | Ziegenhainer Straße 18 Lage         |              |         |       |
| Bild gesucht BW | Erntennenhaus Ziegenhainer Straße 20                  | Ziegenhainer Straße 20 Lage         |              |         |       |
| Bild gesucht BW | Scheune Ziegenhainer Straße 24                        | Ziegenhainer Straße 24 Lage         |              |         |       |
| Bild gesucht BW | Evangelische Pfarrkirche                              | Ziegenhainer Straße 26 Lage         |              |         |       |
| Bild gesucht BW | Fachwerkwohnhaus Ziegenhainer Straße 28               | Ziegenhainer Straße 28 Lage         |              |         |       |
| Bild gesucht BW | Fachwerkhaus Ziegenhainer Straße 30                   | Ziegenhainer Straße 30 Lage         |              |         |       |
| Bild gesucht BW | Ernhaus Ziegenhainer Straße 34                        | Ziegenhainer Straße 34 Lage         |              |         |       |
| Bild gesucht BW | Haupthaus einer Wohnanlage Ziegenhainer Straße 38     | Ziegenhainer Straße 38 Lage         |              |         |       |
| Bild gesucht BW | Wohnhaus Ziegenhainer Straße 43                       | Ziegenhainer Straße 43 Lage         |              |         |       |
| Bild gesucht BW | Altenteiler, Zur Hohle 2                              | Zur Hohle 2 Lage                    |              |         |       |